# Ceroplastes centroroseus
Ceroplastes centroroseus är en insektsart som beskrevs av Chen 1974. Ceroplastes centroroseus ingår i släktet Ceroplastes och familjen skålsköldlöss. Inga underarter finns listade i Catalogue of Life.